# Lamborghini Gallardo Superleggera
In 2007 werd de Lamborghini Gallardo Superlegerra geïntroduceerd. De voornaamste verandering van de auto is het gebruik van meer lichtere materialen zoals carbon en polycarbonaat, daardoor is de Lamborghini 100kg lichter geworden. Deze aanpassingen zorgen voor betere prestaties, het comfort en de luxe moesten echt wijken voor een hogere acceleratie en meer snelheid. De acceleratie van 0 naar 100 km/u ligt nu op 3,8 seconden, wat 0,4 seconden sneller is dan de coupé. Wel is de permanente vierwielaandrijving gebleven.
Ook levert de motor nog wat extra vermogen, 530 pk tegenover de originele 520 pk. Dit werd onder meer mogelijk door een verbeterde brandstofinspuiting en -afvoer.

## Specificaties
- Prijs: va € 257.861,- (2007)
- Carrosserievorm : 2-deurs Coupe
- Cilinders : V10
- Cilinderinhoud : 4961 cc
- Kleppen per cilinder : 4
- Maximaal vermogen : 530 PK / 390 kW
- Maximaal koppel : 510 Nm
- Turbo : Nee
- Brandstof : Benzine
- Inhoud brandstoftank : 90 liter
- Versnellingsbak : 6
- Aandrijving : 4 wielen
- Lengte : 4300 mm
- Breedte : 1900 mm
- Hoogte : 1165 mm
- Massa leeg : 1330 kg
- Wielbasis : 2560 mm
- Draaicirkel : 11.5 m

Huidige modellen:
Huracán ·
Aventador ·
Urus
Uitvoeringen Lamborghini Gallardo:
Coupé ·
SE ·
Spyder ·
Superleggera ·
LP560-4 ·
LP560-4 Spyder ·
LP550-2 Valentino Balboni ·
LP570-4 Superleggera
Uitvoeringen Lamborghini Murciélago:
Coupé ·
Roadster ·
40th Anniversary ·
LP640 ·
LP640 Roadster ·
LP650-4 Roadster ·
LP670-4 SV ·
Reventón ·
Reventón Roadster
Oudere modellen:
350 GT · 
400 GT · 
Miura · 
Espada · 
Flying Star II · 
Islero · 
Jarama · 
Urraco · 
Countach · 
Silhouette · 
Jalpa · 
LM002 · 
Diablo · 
Murciélago ·
Gallardo
Concepten:
Alar ·
Asterion ·
Athon ·
Estoque ·
Sesto Elemento ·
Portofino